# Carlo Vittadini
Carlo Vittadini (San Donato Milanese, 11 de junio de 1800 – Milán, 20 de noviembre de 1865) fue un médico y micólogo italiano.
Nace en San Donato Milanese, una villa del municipio de Monticelli, provincia de Lodi. Estudia en Milàn y en la Universidad de Pavía, con el profesor Giuseppe L. Moretti (1782-1853). Se titula en medicina con la tesis doctoral Tentamen mycologicum seu Amanitarum illustratio donde describe 14 especies botánicas de amanitas. Posteriormente ejerce en Milán como obstetra.
Escribe diversas publicaciones sobre enfermedades del gusano de seda, y fue autor de publicaciones importantes sobre Boletus y, especialmente, de las Tuberaceae:
- Monographia tuberacearum (Rusconi, Milán, 1831), Vittadini describe 65 especies, 51 nuevas
- Descrizione dei funghi mangerecci più comuni dell'Italia e de'velenosi che possono co'medesimi confondersi (1835), con 56 especies, 15 nuevas
- Monographia Lycoperdineorum (1842), que completa su obra de 1831, con 50 especies, 23 nuevas
- Trattato sui funghi mangerecci più conosciuti e paragoni con quelli velenosi con cui possono essere confusi (1844), escrito a petición del gobierno, inquieto por el número de envenenamientos por Boletus

## Descripción de taxones
- Agaricus silvicola
- Amanita echinocephala (Vittad.) Quel.[2]
- El apagador menor (Chlorophyllum rhacodes)
- Rhizopogon vulgaris
- Varias especies de Tuber

- Amanita vittadinii (Moretti) Vitt. es nombrada en su honor.

- La abreviatura «Vittad.» se emplea para indicar a Carlo Vittadini como autoridad en la descripción y clasificación científica de los vegetales.[3]